# Endereço telegráfico
Endereço telegráfico era uma única palavra - registrada oficialmente pelos interessados nos Correios e Telégrafos -  que substituia o nome e o endereço dos destinatários de telegramas.
Antes de existir a internet, o e-mail e outras formas de comunicação modernas, o endereço telegráfico foi muito usado por empresas ou indivíduos que tinham grande tráfego de telegramas, para economizar no custo de sua transmissão - que era cobrado por letras - e agilizar sua entrega. 
Para se enviar um telegrama para o Banco do Brasil, por exemplo,  bastava endereçá-lo para SATELITE. Os telegramas endereçados simplesmente para SATELITE  chegavam ao Banco do Brasil sem que fosse necessário escrever o nome do banco, a rua, o bairro, etc.  
Alguns endereços telegráficos ficaram tão conhecidos pelo público que as empresas o adotaram em substituição à sua razão social. 
Dentre inúmeros exemplos de endereços telegráficos famosos ressaltam-se Bradesco, que era o endereço telegráfico do Banco Brasileiro de Descontos, Banespa que era o endereço telegráfico do Banco do Estado de São Paulo, Rhodia que era o endereço telegráfico  das Usines du Rhône, na França e na Suíça e Panair que era o endereço telegráfico da Pan American em Nova York.